# Spanyol igeragozás
Az igeragozás a spanyol nyelvtan egyik legösszetettebb és legbonyolultabb területe. Ilyen szempontból a spanyol bizonyos mértékben szintetikus nyelv, flektáló jellege főként az igeragozásban mutatkozik meg. A flexió vagy hajlítás az ige esetében azt jelenti, hogy egy igealak egyszerre magában hordozhatja az alany személyét, számát, a cselekvés idejét, módját, szemléletét. Példaként elemezzük a cantábamos – ’énekeltünk’ – igealakot, amely a következő morfémákra bontható:
| cant-                 | -á-                          | -ba-                                                      | -mos                         |
| --------------------- | ---------------------------- | --------------------------------------------------------- | ---------------------------- |
| igető jelentéshordozó | tematikus hang I. igeragozás | mód-, idő- és aspektusmorféma kijelentő, múlt, folyamatos | személyrag többes szám, első |

A spanyol valamennyi ismertebb újlatin nyelv közül a leghitelesebben őrizte meg – írásban és kiejtésben – a latin igealakokat. Ez a következő összehasonlító táblázatból is könnyen belátható egy szabályos ige jelen idejű ragozásából, legyen ez a cantar (’énekelni’):
| Latin                                         | spanyol                                    | portugál                                   | katalán                                 | francia                                         | okcitán                                  | rétoromán                                      | olasz                                      | román                                 | szárd                                                          |
| --------------------------------------------- | ------------------------------------------ | ------------------------------------------ | --------------------------------------- | ----------------------------------------------- | ---------------------------------------- | ---------------------------------------------- | ------------------------------------------ | ------------------------------------- | -------------------------------------------------------------- |
| CANTO CANTAS CANTAT CANTAMUS CANTATIS CANTANT | canto cantas canta cantamos cantáis cantan | canto cantas canta cantamos cantais cantam | canto cantes canta cantem canteu canten | chante chantes chante chantons chantez chantent | canti cantas canta cantam cantatz càntan | chant chantas chanta chantain chantais chantan | canto canti canta cantiamo cantate cantano | cânt cânţi cântă cântăm cântaţi cântă | /kánto/ /kántaza/ /kántada/ /kantámuzu/ /kantádeze/ /kántanta/ |

Az óspanyol igeragozás még ennél is kissé közelebb állt a vulgáris latin állapothoz: a többes szám második személyű alak még cantades formában fordult elő (CANTATIS > cantades > cantaes > cantáis), amelyet máig őriz a galiciai portugál és a logudorói szárd nyelvjárás. Az alábbiakban a sztenderd spanyol nyelv igeragozási rendszere és a különböző ragozási típusok részletes ismertetése olvasható. A szócikk csak említés szintjén tér ki a művelt nyelvi norma által elutasított, de gyakori – dialektális, népies/vulgáris, vagy tájnyelvi – alakokra (ennek részleteit lásd például a →voseo szócikkben); ezeket a példákban az előttük lévő * jelzi.

## A spanyol igeragozás rövid története
A spanyol igeragozási rendszer, akárcsak a többi újlatin nyelv esetében, alapvetően a latin nyelvre vezethető vissza. Az igeragozás az egyetlen, amely kissé átalakult ugyan, de többé-kevésbé megőrizte a latin rendszer bonyolultságát. Alapvető változás minden újlatin nyelvben, így a spanyolban is, hogy eltűnt a szintetikus alakokkal képzett szenvedő igeragozás, amelynek helyét analitikus alakok – létige + befejezett (szenvedő) melléknévi igenév vagy visszaható igeragozás – vették át. Így például a latin AMATUR (’szerettetik’) alaknak a spanyolban es amado (’szeretve van’) felel meg. Ez a változás már a kései latinban végbement; valószínűleg a beszélt nyelvben már a klasszikus korban is ritkán használták.
A latinban meglévő négy igeragozási csoport a neolatin nyelvek egy részében megmaradt, a spanyolban ez háromra redukálódott. Egyes nyelvészek szerint a latinban is valójában csak három csoport volt, ti. kettőt csak a hangsúly helye különböztetett meg (´-ere és -ére). Mivel a spanyolban az ige szótári alakja a főnévi igenév, melyben a hangsúly helye kötött, azaz kötelezően az utolsó szótagra esik, így e két ragozási csoport közötti különbség eltűnt.
Az igeidők közül az eredeti latin jövő idő eltűnt, ugyanakkor – kezdetben a főnévi igenév és az HABERE ige alakjaival képzett analitikus alakok összevonódása után – helyette új szintetikus igealakok keletkeztek. Így például a CANTABO ’énekelni fogok’ alakot kezdetben a CANTARE HABEO, azaz ’énekelnem kell’ szerkezet váltotta fel a beszélt nyelvben, majd a segédige szerepű HABERE leegyszerűsödött alakjából (*HEO), amely később összeolvadt a főnévi igenévvel, a cantaré alak keletkezett a spanyolban. Szintén ehhez köthető egy, a latinban még ismeretlen igeidő – egyes nyelvészek szerint igemód – kialakulása, a condicional, amelyben az HABERE folyamatos múltjának egyszerű alakja kapcsolódik a főnévi igenévhez (CANTARE HABEBAM > cantaría ’majd énekelnék’).
A latinhoz képest további újítás az ún. összetett igeidők kialakulása, amelyek az HABERE, eredetileg ’neki van’ jelentésű ige alakjaival és a múlt idejű melléknévi igenévvel képződnek. Az összetett igeidők a megfelelő egyszerű igeidőkhöz képest befejezett cselekvést vagy történést fejeznek ki.
A többi igeidő lényegében érintetlenül megmaradt, bár a jelenlegi igerendszerben némelyik más funkciót tölt be. Így a latin kijelentő módú praeteritum perfectum, vagyis régmúlt a spanyolban a kötőmód folyamatos múltjává vált, s szintén ebbe az igeidőbe olvadt bele a latin kötőmód (coniunctivus) régmúltja. Ez az oka annak, hogy a spanyol kötőmód folyamatos múltjának két, egymással teljesen egyenértékű ragozási sora van.
Az igenevek közül funkciójában a supinum és a gerundivum tűnt el. A participium, vagyis melléknévi igenév cselekvő alakja a modern nyelvben már önállósult melléknévvé vált. A gerundiumnak a határozói esete állandósult az újlatin nyelvekben, a latinéval nagyjából azonos szereppel. A főnévi igenév, mint az előzőekben szó volt róla, az ige szótári alakjává vált, amelyből az ige töve származik. Fontos továbbá megjegyezni, hogy a névszóragozás leegyszerűsödése természetesen az igeneveket is érintette (hiszen funkciójukat tekintve azok is névszók), így az újlatin nyelvekben csak egy-egy alakjuk maradt fent (a múlt idejű melléknévi igenév, akárcsak a többi melléknév, nem és szám szerint változtathatja az alakját). Az egyes igeidők eredetéről és kialakulásáról azok tárgyalásánál olvasható részletesen.

## A spanyol ige felépítése, szótári alakja
A spanyol ige (verbo) szám (número), személy (persona), mód (modo), illetve szemlélet (aspecto) szerint ragozható szófaj. Igetőből és végződésből áll; a ragozás során gyakran a tő is megváltozik. Szótári alakja a főnévi igenév (infinitivo), amelynek végződése alapján az igék három ragozási csoportba sorolhatók:
- I. igeragozás: -ar végű,
- II. igeragozás: -er végű,
- III. igeragozás: -ir végű igék.

A legnépesebb csoportot az I. igeragozáshoz tartozó igék alkotják, szintén e csoporton belül van lehetőség új igék képzésére. Az -er és -ir végű igék száma jóval kevesebb, egyúttal ezekhez tartozik a legtöbb rendhagyó ige is.
A negyedik csoportot a személyes névmás visszaható alakjával ragozandó -se végű igék alkotják, amelyekről részleteiben külön szakaszban lesz szó.

## Igemódok és igeidők
A spanyolban kijelentő módot (modo indicativo), kötőmódot (modo subjuntivo), felszólító módot (modo imperativo), valamint személytelen alakokat – igeneveket – (formas no personales) különböztetnek meg; ez utóbbiakat a hagyományos spanyol nyelvtanok szintén egy külön igemódnak tekintették modo infinitivo néven. Egyes nyelvészek ezen kívül számon tartanak még feltételes módot (modo condicional) is attól függően, hogy bizonyos igeidőket hova sorolnak.
Az igeidők közül megkülönböztetnek egyszerű (tiempos simples), valamint összetett (tiempos compuestos) időket. Az összetett igeidők az egyszerűekhez képest mindig befejezett, vagyis időben előtte végbement cselekvést vagy történést fejeznek ki, és képzésük az haber (a latin HABERE, eredetileg ’neki van’ jelentésű igéből) ige megfelelő egyszerű alakjaival és a múlt idejű melléknévi igenév -do (-to) végű alakjával történik. Az alábbiakban részletesen ismertetjük az igeragozás rendszerét.

### Modo indicativo (Kijelentő mód)
A kijelentő mód a következő igeidőket tartalmazza:
1. Presente (Jelen idő)
2. Pretérito perfecto simple vagy indefinido (Befejezett vagy elbeszélő múlt) – Olyan múlt idejű, nem folyamatos, vagyis viszonylag rövid idő alatt lezajlott cselekvést vagy történést jelöl, amelynek eredménye a jelenre nézve nem lényeges. Általában lezárult időszakot – tegnap, múlt héten, tavaly stb. – jelölő időhatározókkal használatos.
3. Pretérito imperfecto vagy copretérito (Folyamatos múlt) – Olyan múlt idejű cselekvést vagy történést jelöl, amely a múltban hosszan tartott vagy rendszeresen ismétlődött, illetve egy másik, rövidebb idejű cselekvéskor vagy történéskor éppen folyamatban volt, valamint kezdete és vége a múltban ismeretlen vagy nem fontos.
4. Pretérito perfecto compuesto vagy antepresente (Közelmúlt) – Olyan múlt idejű cselekvést vagy történést jelent, amelynek megtörténte, illetve eredménye a jelenre nézve fontos közlendő. Általában ezt használják a ’már’, ’még’, valamint a még nem lezárult időszakot jelentő időhatározókkal. Etimológiailag – a többi összetett igeidőhöz hasonlóan – a latin HABERE, azaz ’neki van’ igével képzett körülíró szerkezetekre vezethető vissza. Például az he comprado un caballo, ’vettem egy lovat’, a latin HABEO CABALLU(M) COMPARATU(M) igei körülírással azonos, amelynek szó szerinti jelentése: „nekem van egy megvett lovam”. Tehát az etimológiai jelentés – amely később összetett igeidőként önállósult – eleve magában hordozza a jelenhez való kapcsolódást (hiszen valójában, nyelvtanilag a spanyolban is jelen időről van szó, azzal együtt, hogy az elnevezés múltat jelent).
5. Pretérito anterior (Befejezett régmúlt) – Ma már csak elvétve használatos, többnyire az írott nyelvben. Olyan lezárult cselekvést vagy történést jelöl, amely egy másikat közvetlenül megelőzött.
6. Pretérito pluscuamperfecto vagy antecopretérito (Folyamatos régmúlt) – Olyan múlt idejű cselekvést vagy történést jelent, amely egy másik múlt idejű cselekvéshez vagy történéshez képest már végbement.
7. Futuro simple vagy imperfecto (Egyszerű jövő) – A magyarhoz hasonlóan a jelenhez képest későbbi cselekvést vagy történést jelöl, ezen kívül használják lehetőség kifejezésére is. Eredetére nézve valójában összetett igealakról van szó, amely a főnévi igenév és az haber segédige jelen idejű alakjainak összeolvadásával keletkezett (cantaré < cantar+he, cantarás < cantar+has stb.), ez pedig a latin főnévi igenév + HABERE (’neki van’) igei körülíró szerkezetre vezethető vissza. Például a CANTARE HABEO szó szerinti jelentése „éneklés van nekem”, vagyis ’énekelni fogok’.
8. Futuro compuesto, perfecto vagy antefuturo (Befejezett jövő) – Olyan jövő idejű cselekvést vagy történést fejez ki, amely egy másik jövő idejű cselekvés vagy történés előtt következik be, így ahhoz képest múlt idejű lesz.
9. Condicional simple vagy pospretérito (Feltételes jelen, vagy utómúlt) – A múltban olyan jövő idejű cselekvésre vagy történésre utal, amely a jelenben következne be, a jelenben pedig a főmondatban szereplő feltétel teljesülése esetén a jövőben történne meg. Etimológiailag valójában összetett igealakról van szó, amely a főnévi igenév és az haber segédige folyamatos múltjának összeolvadásával keletkezett (cantaría < cantar+había), ez pedig a latin főnévi igenév + HABERE (’neki van’) folyamatos múltjával képzett körülíró szerkezetre vezethető vissza. Például a CANTARE HABEBA(M) szó szerinti jelentés ’éneklés volt (volna) nekem’, azaz énekelnék.
10. Condicional compuesto, perfecto vagy antepospretérito (Feltételes múlt) – Általában a múlt idejű feltételes mondatok mellékmondatában használatos, és olyan cselekvést vagy történést fejez ki, amely a főmondatban jelzett feltétel teljesülése esetén bekövetkezett volna.

### Modo subjuntivo (Kötőmód)
A kötőmód bizonytalanság, kétség, kívánság kifejezésére használt igemód. Nevét onnan kapta, hogy mindig valamihez kötődik, és általában alárendelő mondatokban használják. A magyarban valamikor a kijelentő, máskor a felszólító, illetve a feltételes módnak felel meg. A kötőmód igeidői:
1. Presente (Jelen idő) – Olyan jelen idejű, vagy jövőre utaló cselekvést vagy történést fejez ki, amelynek bekövetkezése bizonytalan, vagy a jövőre nézve nem ismert.
2. Pretérito perfecto (Befejezett múlt) – Olyan befejezett cselekvést vagy történést jelöl, amelynek megtörténte kétséges.
3. Pretérito imperfecto I–II (Folyamatos múlt) – Általánosságban a jelen idejű feltételes mondatok főmondataiban, illetve múlt idejű függő beszéd felszólító jellegű mellékmondataiban használatos. Egyéb esetekben nehézkes lenne a használatát pontosan körülírni, sokszor csupán érzelmi töltetű, és magyarul az egyszerű múlt időnek felel meg.
4. Pretérito pluscuamperfecto I–II (Régmúlt) – Általában múlt idejű feltételes mondatok főmondataiban használják.
5. Futuro simple vagy imperfecto (Egyszerű jövő) – Ma már csak önállósult kifejezésekben, illetve a jogi nyelvben használatos: jövő idejű, bizonytalan cselekvést jelent.
6. Futuro compuesto vagy perfecto (Befejezett jövő) – Ma már nem használják.

A kötőmód folyamatos- és régmúltjának két-két ragozása van (ún. -ra és -se végű), a jelentés és a használat szempontjából mindkettő teljesen egyenértékű (a -se végű alak a választékosabb, a -ra végű az elterjedtebb forma).

### Modo imperativo (Felszólító mód)
A felszólító módnak állító, illetve tiltó sora van:
1. Imperativo positivo (Állító alakok) – Önálló alakja valójában csak a második személyekben létezik; az egyes szám harmadik, valamint a többes szám első és harmadik személyű alakja megegyezik a kötőmód jelen idejének megfelelő alakjaival. Egyes szám első személyű alakja nincs; az olyan kifejezésekben, mint pl. az ’Elküldjem neked a levelet?’ a kijelentő mód jelen idejének egyes szám első személye használatos: ¿Te mando la carta?.
2. Imperativo negativo (Tiltó alakok) – Alaktanilag megegyezik a kötőmód jelen idejű ragozásával.

A Spanyolországban használatos többes szám második személyű állító alak -d végződése a modern köznyelvben a rotacizmus hatására r-nek hangzik, ezáltal kiejtése azonos a főnévi igenévével.

#### A „személytelen felszólító mód”
A személytelen felszólítás, mint a neve is mutatja, nem fejez ki konkrét személyt, akire a felszólítás vonatkozik. Spanyolul az a + főnévi igenév szerkezettel fejezik ki, magyarra pedig általában többes szám második személyű alakkal, vagy egyszerűen a főnévi igenévvel fordítjunk. Példák: ¡A cantar! ’Énekeljünk!’ ¡A levantarse! ’Felkelni!’ stb.

### Formas no personales (Igenevek)
Az igeneveknek a spanyol nyelvészeti terminológiában az ún. ’nem személyes igealakok’ (formas no personales) felelnek meg.
1. Infinitivo simple (Egyszerű főnévi igenév) – A magyar -ni alaknak felel meg.
2. Infinitivo compuesto (Összetett főnévi igenév) – Azt a tényt fejezi ki, hogy valami már megtörtént, vagy a cselekvés befejeződött: például haber cantado ’énekelni volt’.
3. Gerundio simple (Egyszerű határozói igenév) – Általában a cselekvés vagy történés folyamatosságát jelzi, határozói jelleggel: például cantando ’énekelve’ vagy ’énekléssel’.
4. Gerundio compuesto (Összetett határozói igenév) – Cselekvés vagy történés befejezettségét jelenti határozói jelleggel: például me lo dijo habiendo salido del cine ’akkor mondta nekem, miután már kijött a moziból’, como el ciervo huiste habiéndome herido ’mint a szarvas, úgy menekültél, miután/amikor megsebesítettél’.
5. Participio (pasado vagy pasivo) (Múlt idejű vagy szenvedő melléknévi igenév) – Az összetett igeidők képzésénél mindig a participio egyes számú hímnemű – -do vagy -to végű – alakja használatos. Nem és szám szerint ragozható alakja – értelemszerűen – csak a tárgyas igék múlt idejű melléknévi igenevének van. Bizonyos igéknek van rendhagyó, illetve szabályos participio-ja is, ilyenkor általában a szabályos alakot használják az összetett igeidők képzésére, míg a rendhagyót melléknévként (konkrétan lásd az egyes igék ragozásánál).
6. Participio activo (vagy de presente) (Jelen idejű vagy folyamatos melléknévi igenév) – Hagyományosan az -nte (-ante, -ente, -iente) végződésű igealak, amely a magyar ’-ó, -ő’ végű folyamatos melléknévi igenévnek felel meg. A modern spanyol ragozási rendszernek már nem képezi részét, mivel az igék többségénél melléknévként önállósult, míg másoknál kiveszett. Példák: hablante ’beszélő’, viviente ’élő’ stb.

### A szenvedő igeragozás (Voz pasiva)
A szenvedő igeragozás a ser létige + a participio (múlt idejű melléknévi igenév) megfelelő alakjaival képződik: például Presuntos narcotraficantes fueron capturados. ’Kábítoszer-kereskedelemmel gyanúsítottakat fogtak el.’ A harmadik személyű szenvedő igealak képezhető a visszaható jellegű se névmással is: se dice que el español es fácil ’azt mondják, hogy a spanyol könnyű nyelv’ (szó szerint: „mondatik, hogy a spanyol könnyű”), se venden libros ’könyveket árulnak’ (szó szerint: „könyvek eladatnak”) stb.

## A három szabályos igeragozás (Conjugaciones regulares)
Az alábbiakban látható három szabályos ige teljes ragozása. Ahol a tú és a vos névmással használt alakok eltérőek, ott mindkettő szerepel. A többes szám második személyű (-is, illetve -d végű) alakot csak Spanyolországban használják, másutt helyette a többes szám harmadik személyű (-n végű) alak használatos a megfelelő harmadik személyű (ustedes) névmással.
A számozás a továbbiakban az előző szakaszban leírt igeidők számozása szerint; zárójelben az ige etimológiája szerepel.

### Az I. igeragozás (Primera conjugación):amar’szeretni’
(< AMARE)

#### Modo indicativo
1. amo, amas/amás, ama, amamos, amáis, aman.
2. amé, amaste (vulg. *amastes), amó, amamos, amasteis, amaron.
3. amaba, amabas, amaba, amábamos, amabais, amaban.
4. he amado, has amado, ha amado, hemos amado, habéis amado, han amado.
5. hube amado, hubiste amado, hubo amado
6. había amado, habías amado, había amado, habíamos amado, habíais amado, habían amado.
7. amaré, amarás, amará, amaremos, amaréis, amarán.
8. habré amado, habrás amado, habrá amado, habremos amado, habréis amado, habrán amado.
9. amaría, amarías, amaría, amaríamos, amaríais, amarían.
10. habría amado, habrías amado, habría amado, habríamos amado, habríais amado, habrían amado.

#### Modo subjuntivo
1. ame, ames, ame, amemos, améis, amen.
2. haya amado, hayas amado, haya amado, hayamos amado, hayáis amado, hayan amado.
3. amara/amase, amaras/amases, amara/amase, amáramos/amásemos, amarais/amaseis, amaran/amasen.
4. hubiera/hubiese amado, hubieras/hubieses amado, hubiera/hubiese amado, hubiéramos/hubiésemos amado, hubierais/hubieseis amado, hubieran/hubiesen amado.
5. amare, amares, amare, amáremos, amareis, amaren.
6. hubiere amado, hubieres amado, hubiere amado, hubiéremos amado, hubiereis amado, hubieren amado.

#### Modo imperativo
1. ¡ama! (tú) / ¡amá! (vos), ¡ame!, ¡amemos!, ¡amad!, ¡amen!.
2. ¡no ames!, ¡no ame!, ¡no amemos!, ¡no améis!, ¡no amen!.

#### Formas no personales
1. amar
2. haber amado
3. amando
4. habiendo amado
5. amado, amada, amados, amadas
6. (amante, amantes)

### A II. igeragozás (Segunda conjugación):beber’inni’
(< BIBERE)

#### Modo indicativo
1. bebo, bebes/bebés, bebe, bebemos, bebéis, beben.
2. bebí, bebiste (vulg. *bebistes), bebió, bebimos, bebisteis, bebieron.
3. bebía, bebías, bebía, bebíamos, bebíais, bebían.
4. he bebido, has bebido, ha bebido, hemos bebido, habéis bebido, han bebido.
5. hube bebido, hubiste bebido, hubo bebido, hubimos bebido, hubisteis bebido, hubieron bebido.
6. había bebido, habías bebido, había bebido, habíamos bebido, habíais bebido, habían bebido.
7. beberé, beberás, beberá, beberemos, beberéis, beberán.
8. habré bebido, habrás bebido, habrá bebido, habremos bebido, habréis bebido, habrán bebido.
9. bebería, beberías, bebería, beberíamos, beberíais, beberían.
10. habría bebido, habrías bebido, habría bebido, habríamos bebido, habríais bebido, habrían bebido.

#### Modo subjuntivo
1. beba, bebas, beba, bebamos, bebáis, beban.
2. haya bebido, hayas bebido, haya bebido, hayamos bebido, hayáis bebido, hayan bebido.
3. bebiera/bebiese, bebieras/bebieses, bebiera/bebiese, bebiéramos/bebiésemos, bebierais/bebieseis, bebieran/bebiesen.
4. hubiera/hubiese bebido, hubieras/hubieses bebido, hubiera/hubiese bebido, hubiéramos/hubiésemos bebido, hubierais/hubieseis bebido, hubieran bebido.
5. bebiere, bebieres, bebiere, bebiéremos, bebiereis, bebieren.
6. hubiere bebido, hubieres bebido, hubiere bebido, hubiéremos bebido, hubiereis bebido, hubieren bebido.

#### Modo imperativo
1. ¡bebe! (tú) / ¡bebé! (vos), ¡beba!, ¡bebamos!, ¡bebed!, ¡beban!.
2. ¡no bebas!, ¡no beba!, ¡no bebamos!, ¡no bebáis!, ¡no beban!.

#### Formas no personales
1. beber
2. haber bebido
3. bebiendo
4. habiendo bebido
5. bebido, bebida, bebidos, bebidas
6. (bebiente, bebientes)

### A III. igeragozás (Tercera conjugación):vivir’élni’
(< VIVERE)

#### Modo indicativo
1. vivo, vives/vivís, vive, vivimos, vivís, viven.
2. viví, viviste (vulg. *vivistes), vivió, vivimos, vivisteis, vivieron.
3. vivía, vivías, vivía, vivíamos, vivíais, vivían.
4. he vivido, has vivido, ha vivido, hemos vivido, habéis vivido, han vivido.
5. hube vivido, hubiste vivido, hubo vivido, hubimos vivido, hubisteis vivido, hubieron vivido.
6. había vivido, habías vivido, había vivido, habíamos vivido, habíais vivido, habían vivido.
7. viviré, vivirás, vivirá, viviremos, viviréis, vivirán.
8. habré vivido, habrás vivido, habrá vivido, habremos vivido, habréis vivido, habrán vivido.
9. viviría, vivirías, viviría, viviríamos, viviríais, vivirían.
10. habría vivido, habrías vivido, habría vivido, habríamos vivido, habríais vivido, habrían vivido.

#### Modo subjuntivo
1. viva, vivas, viva, vivamos, viváis, vivan.
2. haya vivido, hayas vivido, haya vivido, hayamos vivido, hayáis vivido, hayan vivido.
3. viviera/viviese, vivieras/vivieses, viviera/viviese, viviéramos/viviésemos, vivierais/vivieseis, vivieran/viviesen.
4. hubiera/hubiese vivido, hubieras/hubieses vivido, hubiera/hubiese vivido, hubiéramos/hubiésemos vivido, hubierais/hubieseis vivido, hubieran vivido.
5. viviere, vivieres, viviere, viviéremos, viviereis, vivieren.
6. hubiere vivido, hubieres vivido, hubiere vivido, hubiéremos vivido, hubiereis vivido, hubieren vivido.

#### Modo imperativo
1. ¡vive! (tú) / ¡viví! (vos), ¡viva!, ¡vivamos!, ¡vivid!, ¡vivan!.
2. ¡no vivas!, ¡no viva!, ¡no vivamos!, ¡no viváis!, ¡no vivan!.

#### Formas no personales
1. vivir
2. haber vivido
3. viviendo
4. habiendo vivido
5. vivido, vivida, vividos, vividas
6. (viviente, vivientes)

### Összefoglaló ragozási táblázat
A három szabályos igeragozás végződései az alábbi táblázatban láthatóak összesítve. A presente de indicativo és az imperativo egyes szám második személyű alakjainál az első féloszlopokban a tú, a másodikokban a vos névmással használt alak szerepel. A ragok az igetőhöz járulnak, amely a főnévi igenév -ar, -er vagy -ir végződésének elhagyásával kapható meg (például a cantar ige töve cant-, a beber igéé beb-, a vivir igéé pedig viv-).
| MODO INDICATIVO      | MODO INDICATIVO      | MODO INDICATIVO      | MODO INDICATIVO      | MODO INDICATIVO      | MODO INDICATIVO      | MODO INDICATIVO           | MODO INDICATIVO           | MODO INDICATIVO           | MODO INDICATIVO         | MODO INDICATIVO         | MODO INDICATIVO         | MODO INDICATIVO | MODO INDICATIVO | MODO INDICATIVO | MODO INDICATIVO | MODO INDICATIVO | MODO INDICATIVO | MODO INDICATIVO | MODO INDICATIVO | MODO INDICATIVO |
| Presente             | Presente             | Presente             | Presente             | Presente             | Presente             | Pretérito perfecto simple | Pretérito perfecto simple | Pretérito perfecto simple | Pretérito imperfecto    | Pretérito imperfecto    | Pretérito imperfecto    | Futuro simple | Futuro simple | Futuro simple | Condicional simple | Condicional simple | Condicional simple | Condicional simple | Condicional simple | Condicional simple |
| -------------------- | -------------------- | -------------------- | -------------------- | -------------------- | -------------------- | ------------------------- | ------------------------- | ------------------------- | ----------------------- | ----------------------- | ----------------------- | --- | --- | --- | --- | --- | --- | --- | --- | --- |
| I.                   | I.                   | II.                  | II.                  | III.                 | III.                 | I.                        | II.                       | III.                      | I.                      | II.                     | III.                    | I. | II. | III. | I. | I. | II. | II. | III. | III. |
| ‑o                   | ‑o                   | ‑o                   | ‑o                   | ‑o                   | ‑o                   | ‑é                        | ‑í                        | ‑í                        | ‑aba                    | ‑ía                     | ‑ía                     | ‑aré | ‑eré | ‑iré | ‑aría | ‑aría | ‑ería | ‑ería | ‑iría | ‑iría |
| ‑as                  | ‑ás                  | ‑es                  | ‑és                  | ‑es                  | ‑ís                  | ‑aste                     | ‑iste                     | ‑iste                     | ‑abas                   | ‑ías                    | ‑ías                    | ‑arás | ‑erás | ‑irás | ‑arías | ‑arías | ‑erías | ‑erías | ‑irías | ‑irías |
| ‑a                   | ‑a                   | ‑e                   | ‑e                   | ‑e                   | ‑e                   | ‑ó                        | ‑ió                       | ‑ió                       | ‑aba                    | ‑ía                     | ‑ía                     | ‑ará | ‑erá | ‑irá | ‑aría | ‑aría | ‑ería | ‑ería | ‑iría | ‑iría |
| ‑amos                | ‑amos                | ‑emos                | ‑emos                | ‑imos                | ‑imos                | ‑amos                     | ‑imos                     | ‑imos                     | ‑ábamos                 | ‑íamos                  | ‑íamos                  | ‑aremos | ‑eremos | ‑iremos | ‑aríamos | ‑aríamos | ‑eríamos | ‑eríamos | ‑iríamos | ‑iríamos |
| ‑áis                 | ‑áis                 | ‑éis                 | ‑éis                 | ‑ís                  | ‑ís                  | ‑asteis                   | ‑isteis                   | ‑isteis                   | ‑abais                  | ‑íais                   | ‑íais                   | ‑aréis | ‑eréis | ‑iréis | ‑aríais | ‑aríais | ‑eríais | ‑eríais | ‑iríais | ‑iríais |
| ‑an                  | ‑an                  | ‑en                  | ‑en                  | ‑en                  | ‑en                  | ‑aron                     | ‑ieron                    | ‑ieron                    | ‑aban                   | ‑ían                    | ‑ían                    | ‑arán | ‑erán | ‑irán | ‑arían | ‑arían | ‑erían | ‑erían | ‑irían | ‑irían |
| MODO SUBJUNTIVO      | MODO SUBJUNTIVO      | MODO SUBJUNTIVO      | MODO SUBJUNTIVO      | MODO SUBJUNTIVO      | MODO SUBJUNTIVO      | MODO SUBJUNTIVO           | MODO SUBJUNTIVO           | MODO SUBJUNTIVO           | MODO SUBJUNTIVO         | MODO SUBJUNTIVO         | MODO SUBJUNTIVO         | MODO SUBJUNTIVO | MODO SUBJUNTIVO | MODO SUBJUNTIVO | MODO IMPERATIVO | MODO IMPERATIVO | MODO IMPERATIVO | MODO IMPERATIVO | MODO IMPERATIVO | MODO IMPERATIVO |
| Presente             | Presente             | Presente             | Presente             | Presente             | Presente             | Pretérito imperfecto I    | Pretérito imperfecto I    | Pretérito imperfecto I    | Pretérito imperfecto II | Pretérito imperfecto II | Pretérito imperfecto II | Futuro simple | Futuro simple | Futuro simple | Imperativo positivo | Imperativo positivo | Imperativo positivo | Imperativo positivo | Imperativo positivo | Imperativo positivo |
| I.                   | I.                   | II.                  | II.                  | III.                 | III.                 | I.                        | II.                       | III.                      | I.                      | II.                     | III.                    | I. | II. | III. | I. | I. | II. | II. | III. | III. |
| ‑e                   | ‑e                   | ‑a                   | ‑a                   | ‑a                   | ‑a                   | ‑ara                      | ‑iera                     | ‑iera                     | ‑ase                    | ‑iese                   | ‑iese                   | ‑are | ‑iere | ‑iere | — | — | — | — | — | — |
| ‑es                  | ‑es                  | ‑as                  | ‑as                  | ‑as                  | ‑as                  | ‑aras                     | ‑ieras                    | ‑ieras                    | ‑ases                   | ‑ieses                  | ‑ieses                  | ‑ares | ‑ieres | ‑ieres | ‑a | ‑á | ‑e | ‑é | ‑e | ‑í |
| ‑e                   | ‑e                   | ‑a                   | ‑a                   | ‑a                   | ‑a                   | ‑ara                      | ‑iera                     | ‑iera                     | ‑ase                    | ‑iese                   | ‑iese                   | ‑are | ‑iere | ‑iere | ‑e | ‑e | ‑a | ‑a | ‑a | ‑a |
| ‑emos                | ‑emos                | ‑amos                | ‑amos                | ‑amos                | ‑amos                | ‑áramos                   | ‑iéramos                  | ‑iéramos                  | ‑ásemos                 | ‑iésemos                | ‑iésemos                | ‑áremos | ‑iéremos | ‑iéremos | ‑emos | ‑emos | ‑amos | ‑amos | ‑amos | ‑amos |
| ‑éis                 | ‑éis                 | ‑áis                 | ‑áis                 | ‑áis                 | ‑áis                 | ‑arais                    | ‑ierais                   | ‑ierais                   | ‑aseis                  | ‑ieseis                 | ‑ieseis                 | ‑areis | ‑iereis | ‑iereis | ‑ad | ‑ad | ‑ed | ‑ed | ‑id | ‑id |
| ‑en                  | ‑en                  | ‑an                  | ‑an                  | ‑an                  | ‑an                  | ‑aran                     | ‑ieran                    | ‑ieran                    | ‑asen                   | ‑iesen                  | ‑iesen                  | ‑aren | ‑ieren | ‑ieren | ‑en | ‑en | ‑an | ‑an | ‑an | ‑an |
| FORMAS NO PERSONALES | FORMAS NO PERSONALES | FORMAS NO PERSONALES | FORMAS NO PERSONALES | FORMAS NO PERSONALES | FORMAS NO PERSONALES | FORMAS NO PERSONALES      | FORMAS NO PERSONALES      | FORMAS NO PERSONALES      | FORMAS NO PERSONALES    | FORMAS NO PERSONALES    | FORMAS NO PERSONALES    | • Az összetett igeidők az haber megfelelő egyszerű alakjaival és a participio hímnemű egyes számú alakjával képződnek. • Az imperativo negativo (tiltó felszólító mód) alakjai végig megegyeznek a subjuntivo presente alakjaival. • A többes szám 2. személyű alakokat csak Spanyolországban használják, másutt helyettük a tb. 3. személy használatos. | • Az összetett igeidők az haber megfelelő egyszerű alakjaival és a participio hímnemű egyes számú alakjával képződnek. • Az imperativo negativo (tiltó felszólító mód) alakjai végig megegyeznek a subjuntivo presente alakjaival. • A többes szám 2. személyű alakokat csak Spanyolországban használják, másutt helyettük a tb. 3. személy használatos. | • Az összetett igeidők az haber megfelelő egyszerű alakjaival és a participio hímnemű egyes számú alakjával képződnek. • Az imperativo negativo (tiltó felszólító mód) alakjai végig megegyeznek a subjuntivo presente alakjaival. • A többes szám 2. személyű alakokat csak Spanyolországban használják, másutt helyettük a tb. 3. személy használatos. | • Az összetett igeidők az haber megfelelő egyszerű alakjaival és a participio hímnemű egyes számú alakjával képződnek. • Az imperativo negativo (tiltó felszólító mód) alakjai végig megegyeznek a subjuntivo presente alakjaival. • A többes szám 2. személyű alakokat csak Spanyolországban használják, másutt helyettük a tb. 3. személy használatos. | • Az összetett igeidők az haber megfelelő egyszerű alakjaival és a participio hímnemű egyes számú alakjával képződnek. • Az imperativo negativo (tiltó felszólító mód) alakjai végig megegyeznek a subjuntivo presente alakjaival. • A többes szám 2. személyű alakokat csak Spanyolországban használják, másutt helyettük a tb. 3. személy használatos. | • Az összetett igeidők az haber megfelelő egyszerű alakjaival és a participio hímnemű egyes számú alakjával képződnek. • Az imperativo negativo (tiltó felszólító mód) alakjai végig megegyeznek a subjuntivo presente alakjaival. • A többes szám 2. személyű alakokat csak Spanyolországban használják, másutt helyettük a tb. 3. személy használatos. | • Az összetett igeidők az haber megfelelő egyszerű alakjaival és a participio hímnemű egyes számú alakjával képződnek. • Az imperativo negativo (tiltó felszólító mód) alakjai végig megegyeznek a subjuntivo presente alakjaival. • A többes szám 2. személyű alakokat csak Spanyolországban használják, másutt helyettük a tb. 3. személy használatos. | • Az összetett igeidők az haber megfelelő egyszerű alakjaival és a participio hímnemű egyes számú alakjával képződnek. • Az imperativo negativo (tiltó felszólító mód) alakjai végig megegyeznek a subjuntivo presente alakjaival. • A többes szám 2. személyű alakokat csak Spanyolországban használják, másutt helyettük a tb. 3. személy használatos. | • Az összetett igeidők az haber megfelelő egyszerű alakjaival és a participio hímnemű egyes számú alakjával képződnek. • Az imperativo negativo (tiltó felszólító mód) alakjai végig megegyeznek a subjuntivo presente alakjaival. • A többes szám 2. személyű alakokat csak Spanyolországban használják, másutt helyettük a tb. 3. személy használatos. |
| Infinitivo           | Infinitivo           | Infinitivo           | Infinitivo           | Infinitivo           | Infinitivo           | Participio                | Participio                | Participio                | Gerundio                | Gerundio                | Gerundio                | • Az összetett igeidők az haber megfelelő egyszerű alakjaival és a participio hímnemű egyes számú alakjával képződnek. • Az imperativo negativo (tiltó felszólító mód) alakjai végig megegyeznek a subjuntivo presente alakjaival. • A többes szám 2. személyű alakokat csak Spanyolországban használják, másutt helyettük a tb. 3. személy használatos. | • Az összetett igeidők az haber megfelelő egyszerű alakjaival és a participio hímnemű egyes számú alakjával képződnek. • Az imperativo negativo (tiltó felszólító mód) alakjai végig megegyeznek a subjuntivo presente alakjaival. • A többes szám 2. személyű alakokat csak Spanyolországban használják, másutt helyettük a tb. 3. személy használatos. | • Az összetett igeidők az haber megfelelő egyszerű alakjaival és a participio hímnemű egyes számú alakjával képződnek. • Az imperativo negativo (tiltó felszólító mód) alakjai végig megegyeznek a subjuntivo presente alakjaival. • A többes szám 2. személyű alakokat csak Spanyolországban használják, másutt helyettük a tb. 3. személy használatos. | • Az összetett igeidők az haber megfelelő egyszerű alakjaival és a participio hímnemű egyes számú alakjával képződnek. • Az imperativo negativo (tiltó felszólító mód) alakjai végig megegyeznek a subjuntivo presente alakjaival. • A többes szám 2. személyű alakokat csak Spanyolországban használják, másutt helyettük a tb. 3. személy használatos. | • Az összetett igeidők az haber megfelelő egyszerű alakjaival és a participio hímnemű egyes számú alakjával képződnek. • Az imperativo negativo (tiltó felszólító mód) alakjai végig megegyeznek a subjuntivo presente alakjaival. • A többes szám 2. személyű alakokat csak Spanyolországban használják, másutt helyettük a tb. 3. személy használatos. | • Az összetett igeidők az haber megfelelő egyszerű alakjaival és a participio hímnemű egyes számú alakjával képződnek. • Az imperativo negativo (tiltó felszólító mód) alakjai végig megegyeznek a subjuntivo presente alakjaival. • A többes szám 2. személyű alakokat csak Spanyolországban használják, másutt helyettük a tb. 3. személy használatos. | • Az összetett igeidők az haber megfelelő egyszerű alakjaival és a participio hímnemű egyes számú alakjával képződnek. • Az imperativo negativo (tiltó felszólító mód) alakjai végig megegyeznek a subjuntivo presente alakjaival. • A többes szám 2. személyű alakokat csak Spanyolországban használják, másutt helyettük a tb. 3. személy használatos. | • Az összetett igeidők az haber megfelelő egyszerű alakjaival és a participio hímnemű egyes számú alakjával képződnek. • Az imperativo negativo (tiltó felszólító mód) alakjai végig megegyeznek a subjuntivo presente alakjaival. • A többes szám 2. személyű alakokat csak Spanyolországban használják, másutt helyettük a tb. 3. személy használatos. | • Az összetett igeidők az haber megfelelő egyszerű alakjaival és a participio hímnemű egyes számú alakjával képződnek. • Az imperativo negativo (tiltó felszólító mód) alakjai végig megegyeznek a subjuntivo presente alakjaival. • A többes szám 2. személyű alakokat csak Spanyolországban használják, másutt helyettük a tb. 3. személy használatos. |
| I.                   | I.                   | II.                  | II.                  | III.                 | III.                 | I.                        | II.                       | III.                      | I.                      | II.                     | III.                    | • Az összetett igeidők az haber megfelelő egyszerű alakjaival és a participio hímnemű egyes számú alakjával képződnek. • Az imperativo negativo (tiltó felszólító mód) alakjai végig megegyeznek a subjuntivo presente alakjaival. • A többes szám 2. személyű alakokat csak Spanyolországban használják, másutt helyettük a tb. 3. személy használatos. | • Az összetett igeidők az haber megfelelő egyszerű alakjaival és a participio hímnemű egyes számú alakjával képződnek. • Az imperativo negativo (tiltó felszólító mód) alakjai végig megegyeznek a subjuntivo presente alakjaival. • A többes szám 2. személyű alakokat csak Spanyolországban használják, másutt helyettük a tb. 3. személy használatos. | • Az összetett igeidők az haber megfelelő egyszerű alakjaival és a participio hímnemű egyes számú alakjával képződnek. • Az imperativo negativo (tiltó felszólító mód) alakjai végig megegyeznek a subjuntivo presente alakjaival. • A többes szám 2. személyű alakokat csak Spanyolországban használják, másutt helyettük a tb. 3. személy használatos. | • Az összetett igeidők az haber megfelelő egyszerű alakjaival és a participio hímnemű egyes számú alakjával képződnek. • Az imperativo negativo (tiltó felszólító mód) alakjai végig megegyeznek a subjuntivo presente alakjaival. • A többes szám 2. személyű alakokat csak Spanyolországban használják, másutt helyettük a tb. 3. személy használatos. | • Az összetett igeidők az haber megfelelő egyszerű alakjaival és a participio hímnemű egyes számú alakjával képződnek. • Az imperativo negativo (tiltó felszólító mód) alakjai végig megegyeznek a subjuntivo presente alakjaival. • A többes szám 2. személyű alakokat csak Spanyolországban használják, másutt helyettük a tb. 3. személy használatos. | • Az összetett igeidők az haber megfelelő egyszerű alakjaival és a participio hímnemű egyes számú alakjával képződnek. • Az imperativo negativo (tiltó felszólító mód) alakjai végig megegyeznek a subjuntivo presente alakjaival. • A többes szám 2. személyű alakokat csak Spanyolországban használják, másutt helyettük a tb. 3. személy használatos. | • Az összetett igeidők az haber megfelelő egyszerű alakjaival és a participio hímnemű egyes számú alakjával képződnek. • Az imperativo negativo (tiltó felszólító mód) alakjai végig megegyeznek a subjuntivo presente alakjaival. • A többes szám 2. személyű alakokat csak Spanyolországban használják, másutt helyettük a tb. 3. személy használatos. | • Az összetett igeidők az haber megfelelő egyszerű alakjaival és a participio hímnemű egyes számú alakjával képződnek. • Az imperativo negativo (tiltó felszólító mód) alakjai végig megegyeznek a subjuntivo presente alakjaival. • A többes szám 2. személyű alakokat csak Spanyolországban használják, másutt helyettük a tb. 3. személy használatos. | • Az összetett igeidők az haber megfelelő egyszerű alakjaival és a participio hímnemű egyes számú alakjával képződnek. • Az imperativo negativo (tiltó felszólító mód) alakjai végig megegyeznek a subjuntivo presente alakjaival. • A többes szám 2. személyű alakokat csak Spanyolországban használják, másutt helyettük a tb. 3. személy használatos. |
| ‑ar                  | ‑ar                  | ‑er                  | ‑er                  | ‑ir                  | ‑ir                  | ‑ado/a (-ante)            | ‑ido/a (-iente)           | ‑ido/a (-iente)           | ‑ando                   | ‑iendo                  | ‑iendo                  | • Az összetett igeidők az haber megfelelő egyszerű alakjaival és a participio hímnemű egyes számú alakjával képződnek. • Az imperativo negativo (tiltó felszólító mód) alakjai végig megegyeznek a subjuntivo presente alakjaival. • A többes szám 2. személyű alakokat csak Spanyolországban használják, másutt helyettük a tb. 3. személy használatos. | • Az összetett igeidők az haber megfelelő egyszerű alakjaival és a participio hímnemű egyes számú alakjával képződnek. • Az imperativo negativo (tiltó felszólító mód) alakjai végig megegyeznek a subjuntivo presente alakjaival. • A többes szám 2. személyű alakokat csak Spanyolországban használják, másutt helyettük a tb. 3. személy használatos. | • Az összetett igeidők az haber megfelelő egyszerű alakjaival és a participio hímnemű egyes számú alakjával képződnek. • Az imperativo negativo (tiltó felszólító mód) alakjai végig megegyeznek a subjuntivo presente alakjaival. • A többes szám 2. személyű alakokat csak Spanyolországban használják, másutt helyettük a tb. 3. személy használatos. | • Az összetett igeidők az haber megfelelő egyszerű alakjaival és a participio hímnemű egyes számú alakjával képződnek. • Az imperativo negativo (tiltó felszólító mód) alakjai végig megegyeznek a subjuntivo presente alakjaival. • A többes szám 2. személyű alakokat csak Spanyolországban használják, másutt helyettük a tb. 3. személy használatos. | • Az összetett igeidők az haber megfelelő egyszerű alakjaival és a participio hímnemű egyes számú alakjával képződnek. • Az imperativo negativo (tiltó felszólító mód) alakjai végig megegyeznek a subjuntivo presente alakjaival. • A többes szám 2. személyű alakokat csak Spanyolországban használják, másutt helyettük a tb. 3. személy használatos. | • Az összetett igeidők az haber megfelelő egyszerű alakjaival és a participio hímnemű egyes számú alakjával képződnek. • Az imperativo negativo (tiltó felszólító mód) alakjai végig megegyeznek a subjuntivo presente alakjaival. • A többes szám 2. személyű alakokat csak Spanyolországban használják, másutt helyettük a tb. 3. személy használatos. | • Az összetett igeidők az haber megfelelő egyszerű alakjaival és a participio hímnemű egyes számú alakjával képződnek. • Az imperativo negativo (tiltó felszólító mód) alakjai végig megegyeznek a subjuntivo presente alakjaival. • A többes szám 2. személyű alakokat csak Spanyolországban használják, másutt helyettük a tb. 3. személy használatos. | • Az összetett igeidők az haber megfelelő egyszerű alakjaival és a participio hímnemű egyes számú alakjával képződnek. • Az imperativo negativo (tiltó felszólító mód) alakjai végig megegyeznek a subjuntivo presente alakjaival. • A többes szám 2. személyű alakokat csak Spanyolországban használják, másutt helyettük a tb. 3. személy használatos. | • Az összetett igeidők az haber megfelelő egyszerű alakjaival és a participio hímnemű egyes számú alakjával képződnek. • Az imperativo negativo (tiltó felszólító mód) alakjai végig megegyeznek a subjuntivo presente alakjaival. • A többes szám 2. személyű alakokat csak Spanyolországban használják, másutt helyettük a tb. 3. személy használatos. |

Amint látható, a pretérito imperfecto (indicativo-ban és subjuntivo-ban is), a condicional, valamint a subjuntivo presente egyes szám első és harmadik személyű ragozása azonos alakú, aminek oka a szóvégi gyenge mássalhangzók lekopoása a latinban (például CANTABAM > cantaba ’énekeltem’ és CANTABAT > cantaba ’énekelt’). Mindazonáltal, ez nem szokott megértési nehézségeket okozni, még a személyes névmások használata nélkül sem, mivel a szövegkörnyezetből általában egyértelműen kiderül az alany.

### Helyesírási megjegyzések a három igeragozáshoz
Mivel a szabályos igeragozás során a tővégi mássalhangzó végig megtartja eredeti hangértékét, a magas és mély magánhangzók változása miatt bizonyos igéalakok helyesírása a következőképpen módosul:
- a -car, -gar, -guar és -zar végű igéknél a ragozás során e hang előtt a c → qu-ra, a g → gu-ra, a gu → gü-re, a z → c-re vált;
- a -cer, -cir, -ger, -gir és -guir, -quir végű igéknél a ragozás során a hang előtt a c → z-ra, a g → j-ra, és a gu → g-re, a qu → c-re változik.

A II. és III. ragozású igék pretérito perfecto simple 3. személyeinél, a kötőmód pretérito imperfecto I–II és futuro simple alakjainál, valamint a gerundio-ban palatális mássalhangzó (ll, ñ) után a rag -i-je kiesik (például teñir → tiñó, tiñeron, tiñera/tiñese, tiñendo stb.), a magánhangzós tővégű igéknél pedig két magánhangzó között -y-ra változik (például leer → leyó, leyeron, leyera/leyese, leyendo stb.).

## A-sevégű igék ragozása
A spanyolban számos olyan ige van (ún. verbos pronominales), amelyeket a személyes névmás visszaható (valójában az ún. részes tárgyesetű) alakjával kell ragozni. Idetartoznak:
- a visszaható igék (verbos reflexivos), amelyek jelentésükből következően visszahatóak (például se lava ’mosakszik’, azaz „mossa magát”), valamint
- a mediális („álvisszaható”) igék, amelyek jelentése valójában nem visszaható, azonban a névmás a jelentés árnyalatát módosíthatja (például ir ’menni, járni’, de: irse ’elmenni’), vagy pedig nem is létezik névmás nélküli alakja (pl: arrepentirse ’megbánni’).

Ezeket az igéket a három rendes igeragozás szerint kell ragozni azzal az eltéréssel, hogy alakjaihoz mindig hozzá kell tenni a visszaható névmást. A névmás általában az igét megelőzi, kivétel a felszólító alak, valamint az igenevek, amelyekhez simulószóként tapad. A felszólító mód többes szám első személyű alakjánál ezen kívül ezen igealak eredeti -s végződése, a Spanyolországban használt második személyű alaknál pedig az eredeti -d végződés kiesik (ennek megfelelően -ir végű igék esetén az -os névmás előtti í-t ékezettel írják).

### Példa a-sevégű igék ragozására:lavarse’(meg)mosakodni’
(< SE LAVARE)

#### Modo indicativo
1. me lavo, te lavas/lavás, se lava, nos lavamos, os laváis, se lavan.

#### Modo imperativo
1. ¡lávate! (tú) / ¡lavate! (vos), ¡lávese!, ¡lavémonos!, ¡lavaos!, ¡lávense! (népies: *lávensen, *lávesen).
2. ¡no te laves!, ¡no se lave! stb.

#### Formas no personales
1. lavarse (lavarme, lavarte, lavarnos, lavaros) (’mosakodni; mosakodnom, mosakodnod’ stb.)
2. haberse (haberme, haberte, habernos, haberos) lavado
3. lavándose (lavándome, lavándote, lavándonos, lavándoos)
4. habiéndose (habiéndome, habiéndote, habiéndonos, habiéndoos) lavado
5. lavado, lavada, lavados, lavadas.

## A simulónévmások használata
Az imperativo positivo, az infinitivo, valamint a gerundio alakjaival a hangsúlytalan személyes névmások simulószóként összevonódnak, aminek következtében számtalan alakváltozat jöhet létre (például cántamela, cántennos, cantarte, cantarle, cantarlo, cantársela, cantándome, cantándotela stb.).
- Az összetett igenevek esetén a simulónévmás az haber segédige alakjaihoz járul (például habernos visto, habiéndomela cantado stb.)
- A ’segédige + főige’ típusú igeneves kifejezéseknél a névmás a segédige és a főige megfelelő alakjaihoz is tapadhat (például poderla cantar vagy poder cantarla, volverlo a ver vagy volver a verlo, estarlo leyendo vagy estar leyéndolo stb.).

A felszólító mód többes szám második személyű -me, -se simulónévmásos alakjánál a népies kiejtésben – főleg Latin-Amerikában – sokszor előfordul, hogy kiegészítik azt még egy szóvégi n-nel, illetve az ige -n személyragját a névmás végére teszik: *ayúde(n)men, *siénte(n)sen (helyesen: ayúdenme, siéntense) stb.

## Rendhagyó igék (Verbos irregulares)
A spanyolban mintegy 11 000 ige van (ebből ~10 000 tartozik az első – egyben produktív –, ~500-500 a második és harmadik – improduktív – igeragozáshoz), amelyek közül ~1000 (az összes ige ~10%-a) rendhagyó; arányaiban a legtöbb rendhagyó ige a második és a harmadik igeragozáshoz tartozik (részletesen lásd a táblázatot).
| Igék      | I. (-AR)      | II. (-ER) | III. (-IR)  |
| --------- | ------------- | --------- | ----------- |
| Szabályos | 9653 (87,75%) | 65 (0,6%) | 225 (2%)    |
| Rendhagyó | 333 (3%)      | 441 (4%)  | 303 (2,75%) |

A rendhagyó igék túlnyomó része azonban egy-egy típusba sorolható; természetesen vannak olyan rendhagyó igék is, amelyek egyszerre több típus jegyeit is hordozzák. Többféle szabálytalan képzési mód létezik, de ezek alapvetően három nagyobb kategóriába tartoznak az alábbiak szerint:
- a tőmagánhangzó váltakozása („ablaut”, ezek az ún. tőhangzóváltó igék): o → ue~u és e → ie~i,
- a tő egy részének változása:[9] például sabe ’tud’ – sepa ’tudjon’ – supo ’tudott’, illetve
- teljes tőváltás (szuppletivizmus): például somos ’vagyunk’ – fuimos ’voltunk’ – seremos ’leszünk’.

A rendhagyó igék ragozását egyszerűsíti, hogy a legtöbb igeidő meghatározott alakok mintájára képződik, amelyekből minden esetben levezethető. Ennek megfelelően:
- az indicativo presente E/1. tővéből → a subjuntivo presente alakjai (például digo → diga, digas, digamos stb.),
- az indicativo futuro simple tövéből → a condicional simple alakjai (például sabré → sabría, sabrías, sabrían stb.),
- az indicativo pretérito perfecto simple T/3. alakjából → a subjuntivo pretérito imperfecto I-II és futuro simple idői (például vinieron → viniera/viniese, viniéramos/viniésemos stb.; viniere, vinieren stb.) képezhetők.

Nyelvjárásokban előfordul (bár inkább csak a beszélt nyelvben), hogy bizonyos igeidőkben régies rendhagyó alakokat használnak, amelyeket a mai írott nyelvben kerülni javasolt. Ezeket az alakokat az írott sztenderd alak után zárójelben, † jellel adtuk meg.

### A többtövű igék
A többtövű ige (verbo polirrizo) a fentebb ismertetett három kategória közül a harmadikat képviseli, jellemzője, hogy a ragozás során több, teljesen eltérő, egyazon tőre vissza nem vezethető tövet használ (vagyis tulajdonképpen más-más szót ragoz a paradigma egyes részein). Ezek a tövek történetileg ténylegesen több különböző igéből származnak, azonban hasonló jelentésük (és olykor eredetileg is hiányos paradigmáik) miatt a spanyolban – vagy már ősében, a latinban – egyazon ige alakjaiként folytatódtak. Bár mindössze kettő van belőlük a spanyolban, ez a kettő talán a leggyakrabban használt ige.

#### Aserlétige
A ser létige három töve: az es- (a latin ESSE ’van’ igéből; ugyanennek a tőnek a változata az er- és a so-), a fu- (eredetileg a latin FORE ’lesz’ igéből, amelyet később már az ESSE alakjaként használtak) és a s(e)- (a latin SEDERE ’tartózkodik, ül’ igéből).
Modo indicativo
1. soy, eres/sos, es, somos, sois, son.
2. fui, fuiste, fue, fuimos, fuisteis, fueron.[12]
3. era, eras, era, éramos, erais, eran.
4. he sido, has sido, ha sido, hemos sido, habéis sido, han sido.
5. hube sido, hubiste sido, hubo sido, hubimos sido, hubisteis sido, hubieron sido (nem használják).
6. había sido, habías sido, había sido, habíamos sido, habíais sido, habían sido
7. seré, serás, será, seremos, seréis, serán.
8. habré sido, habrás sido, habrá sido, habremos sido, habréis sido, habrán sido.
9. sería, serías, sería, seríamos, seríais, serían.
10. habría sido, habrías sido, habría sido, habríamos sido, habríais sido, habrían sido.

Modo subjuntivo
1. sea, seas, sea, seamos, seáis, sean.
2. haya sido, hayas sido, haya sido, hayamos sido, hayáis sido, hayan sido.
3. fuera/fuese, fueras/fueses, fuera/fuese, fuéramos/fuésemos, fuerais/fueseis, fueran/fuesen.
4. hubiera/hubiese sido, hubieras/hubieses sido, hubiera/hubiese sido, hubiéramos/hubiésemos sido, hubierais/hubieseis sido, hubieran/hubiesen sido.
5. fuere, fueres, fuere, fuéremos, fuereis, fueren (nagyon ritkán használják).
6. hubiere sido, hubieres sido, hubiere sido, hubiéremos sido, hubiereis sido, hubieren sido (nem használják).

Modo imperativo
1. ¡sé! (tú/vos), ¡sea!, ¡seamos!, ¡sed!, ¡sean!.
2. ¡no seas!, ¡no sea!, ¡no seamos!, ¡no seáis!, ¡no sean!.

Formas no personales
1. ser
2. haber sido
3. siendo
4. habiendo sido
5. sido

#### Azir’menni, járni’ ige
Az ir ige három töve: az i- és va(y)- (a latin IRE ’megy, jár’ és VADERE ’lép, megy’ igékből), illetve a fu- (a ser múlt idejéből).
Modo indicativo
1. voy, vas, va, vamos, vais, van.
2. fui, fuiste, fue, fuimos, fuisteis, fueron (megegyezik a → ser ige alakjaival).
3. iba, ibas, iba, íbamos, ibais, iban.
4. he ido, has ido, ha ido, hemos ido, habéis ido, han ido.
5. hube ido, hubiste ido, hubo ido, hubimos ido, hubisteis ido, hubieron ido.
6. había ido, habías ido, había ido, habíamos ido, habíais ido, habían ido
7. iré, irás, irá, iremos, iréis, irán.
8. habré ido, habrás ido, habrá ido, habremos ido, habréis ido, habrán ido.
9. iría, irías, iría, iríamos, iríais, irían.
10. habría ido, habrías ido, habría ido, habríamos ido, habríais ido, habrían ido.

Modo subjuntivo
1. vaya, vayas, vaya, vayamos, vayáis, vayan.
2. haya ido, hayas ido, haya ido, hayamos ido, hayáis ido, hayan ido.
3. fuera/fuese, fueras/fueses, fuera/fuese, fuéramos/fuésemos, fuerais/fueseis, fueran/fuesen (megegyezik a → ser ige alakjaival).
4. hubiera/hubiese ido, hubieras/hubieses ido, hubiera/hubiese ido, hubiéramos/hubiésemos ido, hubierais/hubieseis ido, hubieran/hubiesen ido.
5. fuere, fueres, fuere, fuéremos, fuereis, fueren (megegyezik a → ser ige alakjaival).
6. hubiere ido, hubieres ido, hubiere ido, hubiéremos ido, hubiereis ido, hubieren ido.

Modo imperativo
1. ¡ve! (tú/vos), ¡vaya!, ¡vamos!, ¡id!, ¡vayan!.[13]
2. ¡no vayas!, ¡no vaya!, ¡no vayamos!, ¡no vayáis!, ¡no vayan!.

Formas no personales
1. ir
2. haber ido
3. yendo
4. habiendo ido
5. ido

### Azestarés azhabersegédigék
Az inherens tulajdonságot jelölő ser létigvel szemben az estar létige (forrása a latin STARE, ’állni’) valamilyen folyamat, változás eredményeképpen létrejött tulajdonságot, állapotot, vagy átmeneti helyzetet jelöl. Az haber segédige egyrészt az összetett igeidők képzésére szolgál, valamint személytelen igeként jelentése ’van(nak), létezik/léteznek’.

#### Azestar’(valamilyen állapotban/helyzetben) lenni’ ige ragozása
(< STARE)
Modo indicativo
1. estoy, estás, está, estamos, estáis, están.
2. estuve, estuviste, estuvo, estuvimos, estuvisteis, estuvieron.
3. estaba, estabas, estaba, estábamos, estabais, estaban.
4. he estado, has estado, ha estado, hemos estado, habéis estado, han estado.
5. hube estado, hubiste estado, hubo estado, hubimos estado, hubisteis estado, hubieron estado.
6. había estado, habías estado, había estado, habíamos estado, habíais estado, habían estado
7. estaré, estarás, estará, estaremos, estaréis, estarán.
8. habré estado, habrás estado, habrá estado, habremos estado, habréis estado, habrán estado.
9. estaría, estarías, estaría, estaríamos, estaríais, estarían.
10. habría estado, habrías estado, habría estado, habríamos estado, habríais estado, habrían estado.

Modo subjuntivo
1. esté, estés, esté, estemos, estéis, estén.
2. haya estado, hayas estado, haya estado, hayamos estado, hayáis estado, hayan estado.
3. estuviera/estuviese, estuvieras/estuvieses, estuviera/estuviese, estuviéramos/estuviésemos, estuvierais/estuvieseis, estuvieran/estuviesen.
4. hubiera/hubiese estado, hubieras/hubieses estado, hubiera/hubiese estado, hubiéramos/hubiésemos estado, hubierais/hubieseis estado, hubieran/hubiesen estado.
5. estuviere, estuvieres, estuviere, estuviéremos, estuviereis, estuvieren.
6. hubiere estado, hubieres estado, hubiere estado, hubiéremos estado, hubiereis estado, hubieren estado.

Modo imperativo
1. ¡estate! (tú/vos), ¡esté!, ¡estemos!, ¡estad!, ¡estén!.[14]
2. ¡no estés!, ¡no esté!, ¡no estemos!, ¡no estéis!, ¡no estén!.

Formas no personales
1. estar
2. haber estado
3. estando
4. habiendo estado
5. estado

#### Azhabersegédige ragozása
(< HABERE)
Segédigeként egyszerű igeidői az összetett igeidők képzésére szolgálnak. Főigeként a mai nyelvben már csak az haber de ’neki kell’ jelentésben használatos. Személytelen igeként ’van/vannak, létezik/léteznek’ jelentésben mindig az egyes szám harmadik személyű – módosított – alakot használják (hay), amely nyelvtanilag tárgyesetet vonz; bár Latin-Amerikában többes szám első személyben gyakori az habemos alak használata a ’vagyunk/létezünk’ jelentésben, a normatív somos helyett.
Modo indicativo
1. he, has, ha/hay, hemos († habemos), habéis, han.
2. hube, hubiste, hubo, hubimos, hubisteis, hubieron.
3. había, habías, había, habíamos, habíais, habían.
4. he habido, has habido, ha habido, hemos habido, habéis habido, han habido.
5. hube habido, hubiste habido, hubo habido stb.
6. había habido, habías habido, había habido stb.
7. habré, habrás, habrá, habremos, habréis, habrán.
8. habré habido, habrás habido, habrá habido stb.
9. habría, habrías, habría, habríamos, habríais, habrían.
10. habría habido, habrías habido, habría habido stb.

Modo subjuntivo
1. haya, hayas, haya, hayamos, hayáis, hayan (vulg. *haiga, *haigas stb.).
2. haya habido, hayas habido, haya habido stb.
3. hubiera/hubiese, hubieras/hubieses, hubiera/hubiese, hubiéramos/hubiésemos, hubierais/hubieseis, hubieran/hubiesen.
4. hubiera/hubiese habido, hubieras/hubieses habido, hubiera/hubiese habido stb.
5. hubiere, hubieres, hubiere, hubiéremos, hubiereis, hubieren.
6. hubiere habido, hubieres habido, hubiere habido stb.

Modo imperativo
1. ¡he! (tú/vos).

Formas no personales
1. haber
2. haber habido
3. habiendo
4. habiendo habido
5. habido

### Az-e-tövű tőhangzóváltó igék

#### -arés-ervégű igék
Ezen igék tőhangsúlyos (kijelentő, kötő- és felszólító mód egyes szám 1-3. és többes szám 3. személyű) alakjaiban az e tőmagánhangzó ie-re vált.
a) sentar ’leültetni’ (< *SEDENTARE)
Modo indicativo
1. siento, sientas/sentás, sienta, sentamos, sentáis, sientan.

Modo subjuntivo
1. siente, sientes, siente, sentemos, sentéis, sienten.

Modo imperativo
1. ¡sienta! (tú) / ¡sentá! (vos), ¡siente!, ¡sentemos!, ¡sentad!, ¡sienten!.
2. ¡no sientes!, ¡no siente!, ¡no sentemos!, ¡no sentéis!, ¡no sienten!.

- Ugyanígy ragozzák: az atravesar, calentar, comenzar (helyesírás: z/c), confesar, empezar (helyesírás: z/c), enterrar, pensar stb. igéket.

b) perder ’elveszíteni’ (< PERDERE)
Modo indicativo
1. pierdo, pierdes/perdés, pierde, perdemos, perdéis, pierden.

Modo subjuntivo
1. pierda, pierdas, pierda, perdamos, perdáis, pierdan.

Modo imperativo
1. ¡pierde! (tú) / ¡perdé! (vos), ¡pierda!, ¡perdamos!, ¡perded!, ¡pierdan!.
2. ¡no pierdas!, ¡no pierda!, ¡no perdamos!, ¡no perdáis!, ¡no pierdan!.

- Ugyanígy ragozzák: az atender, defender, encender, entender, extender, perder, tender stb. igéket.

#### -irvégű igék
Ezeknél az igéknél a tőhangsúlyos (kijelentő, kötő- és felszólító mód egyes szám 1-3. és többes szám 3. személyű) alakokban az e tőmagánhangzó ie-re vagy i-re, ezen kívül a pretérito perfecto simple egyes és többes szám 3. személyű, valamint a kötőmód valamennyi alakjában és a gerundio-ban az e tőmagánhangzó i-re változik.
a) sentir ’érezni’: e → ie (< SENTIRE)
Modo indicativo
1. siento, sientes/sentís, siente, sentimos, sentís, sienten.
2. sentí, sentiste, sintió, sentimos, sentisteis, sintieron.

Modo subjuntivo
1. sienta, sientas, sienta, sintamos, sintáis, sientan.
2. sintiera/sintiese, sintieras/sintieses, sintiera/sintiese stb.
3. sintiere, sintieres, sintiere stb.

Modo imperativo
1. ¡siente! (tú) / ¡sentí! (vos), ¡sienta!, ¡sintamos!, ¡sentid!, ¡sientan!.
2. ¡no sientas!, ¡no sienta!, ¡no sintamos!, ¡no sintáis!, ¡no sientan!.

Formas no personales
1. sentir
2. haber sentido
3. sintiendo
4. habiendo sentido
5. sentido, sentida, sentidos, sentidas

- Ugyanígy ragozzák: a diferir, divertir, herir, preferir, referir stb. igéket.

b) pedir ’kérni’: e → i (< PETERE)
(Ragozása a sentir igéhez hasonlóan történik azzal az eltéréssel, hogy az ie helyett i áll.)
Modo indicativo
1. pido, pides/pedís, pide, pedimos, pedís, piden.

Modo subjuntivo
1. pida, pidas, pida, pidamos, pidáis, pidan.

Modo imperativo
1. ¡pide! (tú) / ¡pedí! (vos), ¡pida!, ¡pidamos!, ¡pedid!, ¡pidan!.
2. ¡no pidas!, ¡no pida!, ¡no pidamos!, ¡no pidáis!, ¡no pidan!.

- Ugyanígy ragozzák: a corregir (helyesírás: g/j), despedir, repetir, seguir (helyesírás: gu/g), servir, vestir stb. igéket a discernir kivételével, amelynek tövében végig -e- áll.

### Az-o-tövű tőhangzóváltó igék

#### -arés-ervégű igék
Ezen igék tőhangsúlyos (kijelentő, kötő- és felszólító mód egyes szám 1-3. és többes szám 3. személyű) alakjaiban (függetlenül attól, hogy hányadik igeragozáshoz tartoznak) az o tőmagánhangzó ue-re vált. (A ragok képzése természetesen az igeragozási csoportnak megfelelően történik.)
a) contar ’mesélni, számolni’ (< COMPUTARE)
Modo indicativo
1. cuento, cuentas/contás, cuenta, contamos, contáis, cuentan.

Modo subjuntivo
1. cuente, cuentes, cuente, contemos, contéis, cuenten.

Modo imperativo
1. ¡cuenta! (tú) / ¡contá! (vos), ¡cuente!, ¡contemos!, ¡contad!, ¡cuenten!.
2. ¡no cuentes!, ¡no cuente!, ¡no contemos!, ¡no contéis!, ¡no cuenten!.

- Ugyanígy ragozzák: az acordar, apostar, costar, forzar (helyesírás: z/c), probar, recordar, rogar, sonar, soñar, volar stb. igéket.

b) mover ’mozgatni, mozogni’ (< MOVERE)
Modo indicativo
1. muevo, mueves/movés, mueve, movemos, movéis, mueven.

Modo subjuntivo
1. mueva, muevas, mueva, movamos, mováis, muevan.

Modo imperativo
1. ¡mueve! (tú) / ¡mové! (vos), ¡mueva!, ¡movamos!, ¡moved!, ¡muevan!.
2. ¡no muevas!, ¡no mueva!, ¡no movamos!, ¡no mováis!, ¡no muevan!.

- Ugyanígy ragozzák: a doler, llover (hiányos ige: csak egyes szám 3. személyű alakja van), torcer (helyesírás: c/z), volver (kivétel: múlt idejű melléknévi igenév vuelto) stb. igéket.

#### -irvégű igék
Az -ar és -er végű igéknél leírtakon túl ezeknél az igéknél a pretérito perfecto simple egyes és többes szám 3. személyű, valamint a kötőmód valamennyi nem kettőshangzós tövű alakjában és a gerundio-ban az o tőmagánhangzó u-ra változik.
Például dormir ’aludni’ (< DORMIRE)
Modo indicativo
1. duermo, duermes/dormís, duerme, dormimos, dormís, duermen.
2. dormí, dormiste, durmió, dormimos, dormisteis, durmieron.

Modo subjuntivo
1. duerma, duermas, duerma, durmamos, durmáis, duerman.
2. durmiera/durmiese, durmieras/durmieses, durmiera/durmiese stb..
3. durmiere, durmieres, durmiere stb.

Modo imperativo
1. ¡duerme! (tú) / ¡dormí! (vos), ¡duerma!, ¡durmamos!, ¡dormid!, ¡duerman!.
2. ¡no duermas!, ¡no duerma!, ¡no durmamos!, ¡no durmáis!, ¡no duerman!.

Formas no personales
1. dormir
2. haber dormido
3. durmiendo
4. habiendo dormido
5. dormido, dormida, dormidos, dormidas

- Ugyanígy ragozzák: a morir igét (kivétel: múlt idejű melléknévi igenév muerto, muerta, muertos, muertas).

### Az-acer, -ecer, -ocerés-ucirvégű igék
Ezeket az igéket szabályosan ragozzuk azzal a különbséggel, hogy a kijelentő mód jelen idejének egyes szám első személyű, valamint a kötőmód jelen idejű alakjainál a személyrag előtt -zc- iktatódik közbe.
Például agradecer ’megköszönni’ (< a- + grado, grato < GRATUS)
Modo indicativo
1. agradezco, agradeces/agradecés, agradece, agradecemos, agradecéis, agradecen.

Modo subjuntivo
1. agradezca, agradezcas, agradezca, agradezcamos, agradezcáis, agradezcan.

Modo imperativo
1. ¡agradece! (tú) / ¡agradecé! (vos), ¡agradezca!, ¡agradezcamos!, ¡agradeced!, ¡agradezcan!.
2. ¡no agradezcas!, ¡no agradezca!, ¡no agradezcamos!, ¡no agradezcáis!, ¡no agradezcan!.

#### A-ducirvégű igék
A fenti szakaszban leírtakon túl ezen igék a pretérito perfecto simple, valamint a pretérito imperfecto de subjuntivo és a futuro simple de subjuntivo alakjaikat is rendhagyó módon képzik.
Például conducir ’vezetni’ (< CONDUCERE)
Modo indicativo
1. conduzco, conduces/conducís, conduce, conducimos, conducís, conducen.
2. conduje, condujiste, condujo, condujimos, condujisteis, condujeron.

Modo subjuntivo
1. conduzca, conduzcas, conduzca, conduzcamos, conduzcáis, conduzcan.
2. condujera/condujese, condujeras/condujeses, condujera/condujese, condujéramos/condujésemos, condujerais/condujeseis, condujeran/condujesen.
3. condujere, condujeres, condujere, condujéremos, condujereis, condujeren.

Modo imperativo
1. ¡conduce! (tú) / ¡conducí! (vos), ¡conduzca!, ¡conduzcamos!, ¡conducid!, ¡conduzcan!.
2. ¡no conduzcas!, ¡no conduzca!, ¡no conduzcamos!, ¡no conduzcáis!, ¡no conduzcan!.

### További gyakori rendhagyó (típus)igék

#### andar’járni’
(< népi lat. *AMLARE < AMBULARE)
Modo indicativo
1. anduve, anduviste, anduvo, anduvimos, anduvisteis, anduvieron.

Modo subjuntivo
1. anduviera/anduviese, anduvieras/anduvieses, anduviera/anduviese stb.
2. anduviere, anduvieres, anduviere stb.

#### caer’esni’
(< CADERE)
Modo indicativo
1. caigo, caes/caés, cae, caemos, caéis, caen.
2. caí, caíste, cayó, caímos, caísteis, cayeron.
3. caía, caías, caía, caíamos, caíais, caían.

Modo subjuntivo
1. caiga, caigas, caiga, caigamos, caigáis, caigan.
2. cayera/cayese, cayeras/cayeses, cayera/cayese stb.
3. cayere, cayeres, cayere stb.

Modo imperativo
1. ¡cae! (tú) / ¡caé! (vos), ¡caiga!, ¡caigamos!, ¡caed!, ¡caigan!.
2. ¡no caigas!, ¡no caiga!, ¡no caigamos!, ¡no caigáis!, ¡no caigan!.

Formas no personales
1. caer
2. haber caído
3. cayendo
4. habiendo caído
5. caído, caída, caídos, caídas

- Ugyanígy ragozzák: a caer ige származékait (decaer, recaer stb.).

#### dar’adni’
(< DARE)
Modo indicativo
1. doy, das, da, damos, dais, dan.
2. di, diste, dio, dimos, disteis, dieron.

Modo subjuntivo
1. dé, des, dé, demos, deis, den.
2. diera/diese, dieras/dieses, diera/diese stb.
3. diere, dieres, diere stb.

Modo imperativo
1. ¡da!, ¡dé!, ¡demos!, ¡dad!, ¡den!.
2. ¡no des!, ¡no dé!, ¡no demos!, ¡no deis!, ¡no den!.

#### decir’mondani’
(< DICERE)
Modo indicativo
1. digo, dices/decís, dice, decimos, decís, dicen.
2. dije, dijiste, dijo, dijimos, dijisteis, dijeron.
3. he dicho, has dicho, ha dicho stb.
4. hube dicho, hubiste dicho, hubo dicho stb.
5. había dicho, habías dicho, había dicho stb.
6. diré, dirás, dirá, diremos, diréis, dirán.
7. habré dicho, habrás dicho, habrá dicho stb.
8. diría, dirías, diría, diríamos, diríais, dirían.
9. habría dicho, habrías dicho, habría dicho stb.

Modo subjuntivo
1. diga, digas, diga, digamos, digáis digan.
2. haya dicho, hayas dicho, haya dicho stb.
3. dijera/dijese, dijeras/dijeses, dijera/dijese, dijéramos/dijésemos, dijerais/dijeseis, dijeran/dijesen.
4. hubiera/hubiese dicho, hubieras/hubieses dicho, hubiera/hubiese dicho stb.
5. dijere, dijeres, dijere, dijéremos, dijereis, dijeren.
6. hubiere dicho, hubieres dicho, hubiere dicho stb.

Modo imperativo
1. ¡di! (tú) / ¡decí! (vos), ¡diga!, ¡digamos!, ¡decid!, ¡digan!.
2. ¡no digas!, ¡no diga!, ¡no digamos!, ¡no digáis!, ¡no digan!.

Formas no personales
1. decir
2. haber dicho
3. diciendo
4. habiendo dicho
5. dicho, dicha, dichos, dichas

- Ugyanígy ragozzák: a bendecir és maldecir (kivételek mindkét igénél: a futuro simple és a condicional simple alakjai szabályosan a decir- tőhöz járulnak, valamint szabályos participio-juk bendecido és maldecido, rendhagyó participio-juk bendito, bendita, benditos, benditas, illetőleg maldito, maldita, malditos, malditas, felszólító mód egyes szám második személyű alakjai bendice és maldice; rendhagyó participio-jukat főleg melléknévként használják, például bendito sea ’áldott legyen’), valamint a contradecir és predecir (kivételek mindkettőnél: felszólító mód egyes szám második személyű alakjuk contradice és predice) igéket.

#### hacer’csinálni’
(< FACERE)
Modo indicativo
1. hago, haces/hacés, hace, hacemos, hacéis, hacen.
2. hice, hiciste, hizo, hicimos, hicisteis, hicieron.
3. he hecho, has hecho, ha hecho stb.
4. hube hecho, hubiste hecho, hubo hecho stb.
5. había hecho, habías hecho, había hecho stb.
6. haré, harás, hará, haremos, haréis, harán.
7. habré hecho, habrás hecho, habrá hecho stb.
8. haría, harías, haría, haríamos, haríais, harían.
9. habría hecho, habrías hecho, habría hecho stb.

Modo subjuntivo
1. haga, hagas, haga, hagamos, hagáis hagan.
2. haya hecho, hayas hecho, haya hecho stb.
3. hiciera/hiciese, hicieras/hicieses, hiciera/hiciese, hiciéramos/hiciésemos, hicierais/hicieseis, hicieran/hiciesen.
4. hubiera/hubiese hecho, hubieras/hubieses hecho, hubiera/hubiese hecho stb.
5. hiciere, hicieres, hiciere, hiciéremos, hiciereis, hicieren.
6. hubiere hecho, hubieres hecho, hubiere hecho stb.

Modo imperativo
1. ¡haz! (tú) / ¡hacé! (vos), ¡haga!, ¡hagamos!, ¡haced!, ¡hagan!.
2. ¡no hagas!, ¡no haga!, ¡no hagamos!, ¡no hagáis!, ¡no hagan!.

Formas no personales
1. hacer
2. haber hecho
3. haciendo
4. habiendo hecho
5. hecho, hecha, hechos, hechas

- Ugyanígy ragozzák: a deshacer, satisfacer igéket.

#### jugar’játszani’
(< IOCARE)
Ezt az igét úgy kell ragozni, mintha o tövű tőhangzóváltó ige lenne (→ contar), csak az o helyett u áll (helyesírás: g/gu).
Modo indicativo
1. juego, juegas/jugás, juega, jugamos, jugáis, juegan.
2. jugué, jugaste, jugó, jugamos, jugasteis, jugaron.

Modo subjuntivo
1. juegue, juegues, juegue, juguemos, juguéis, jueguen.

Modo imperativo
1. ¡juega! (tú) / ¡jugá! (vos), ¡juegue!, ¡juguemos!, ¡jugad!, ¡jueguen!.
2. ¡no juegues!, ¡no juegue!, ¡no juguemos!, ¡no juguéis!, ¡no jueguen!.

#### oír’hallani’
(< AUDIRE)
Modo indicativo
1. oigo, oyes/oís, oye, oímos, oís, oyen.
2. oí, oíste, oyó, oímos, oísteis, oyeron.
3. oía, oías, oía, oíamos, oíais, oían.

Modo subjuntivo
1. oiga, oigas, oiga, oigamos, oigáis, oigan.
2. oyera/oyese, oyeras/oyeses, oyera/oyese stb.
3. oyere, oyeres, oyere stb.

Modo imperativo
1. ¡oye! (tú) / ¡oí! (vos), ¡oiga!, ¡oigamos!, ¡oíd!, ¡oigan!.
2. ¡no oigas!, ¡no oiga!, ¡no oigamos!, ¡no oigáis!, ¡no oigan!.

Formas no personales
1. oír
2. haber oído
3. oyendo
4. habiendo oído
5. oído, oída, oídos, oídas

#### poder’-hat/-het; tud, képes, bír’
(< népi lat. POTERE < POTESSE)
Modo indicativo
1. puedo, puedes/podés, puede, podemos, podéis, pueden.
2. pude, pudiste, pudo, pudimos, pudisteis, pudieron.
3. podía, podías, podía, podíamos, podíais, podían.
4. he podido, has podido, ha podido stb.
5. hube podido, hubiste podido, hubo podido stb.
6. había podido, habías podido, había podido stb.
7. podré, podrás, podrá, podremos, podréis, podrán.
8. habré podido, habrás podido, habré podido stb.
9. podría, podrías, podría, podríamos, podríais, podrían.
10. habría podido, habrías podido, habría podido stb.

Modo subjuntivo
1. pueda, puedas, pueda, podamos, podáis, puedan.
2. haya podido, hayas podido, haya podido stb.
3. pudiera/pudiese, pudieras/pudieses, pudiera/pudiese, pudiéramos/pudiésemos, pudierais/pudieseis, pudieran/pudiesen.
4. hubiera/hubiese podido, hubieras/hubieses podido, hubiera/hubiese podido stb.
5. pudiere, pudieres, pudiere, pudiéremos, pudiereis, pudieren.
6. hubiere podido, hubieres podido, hubiere podido stb.

Modo imperativo
1. ¡puede! (tú) / ¡podé! (vos), ¡pueda!, ¡podamos!, ¡poded!, ¡puedan!.
2. ¡no puedas! (tú/vos), ¡no pueda!, ¡no podamos!, ¡no podáis!, ¡no puedan!.

Formas no personales
1. poder
2. haber podido
3. pudiendo
4. habiendo podido
5. podido

#### poner’tenni, helyezni’
(< PONERE)
Modo indicativo
1. pongo, pones/ponés, pone, ponemos, ponéis, ponen.
2. puse, pusiste, puso, pusimos, pusisteis, pusieron.
3. he puesto, has puesto, ha puesto stb.
4. hube puesto, hubiste puesto, hubo puesto stb.
5. había puesto, habías puesto, había puesto stb.
6. pondré, pondrás, pondrá, pondremos, pondréis, pondrán.
7. habré puesto, habrás puesto, habrá puesto stb.
8. pondría, pondrías, pondría, pondríamos, pondríais, pondrían.
9. habría puesto, habrías puesto, habría puesto stb.

Modo subjuntivo
1. ponga, pongas, ponga, pongamos, pongáis pongan.
2. haya puesto, hayas puesto, haya puesto stb.
3. pusiera/pusiese, pusieras/pusieses, pusiera/pusiese, pusiéramos/pusiésemos, pusierais/pusieseis, pusieran/pusiesen.
4. hubiera/hubiese puesto, hubieras/hubieses puesto, hubiera/hubiese puesto stb.
5. pusiere, pusieres, pusiere, pusiéremos, pusiereis, pusieren.
6. hubiere puesto, hubieres puesto, hubiere puesto stb.

Modo imperativo
1. ¡pon! (tú) / ¡poné! (vos), ¡ponga!, ¡pongamos!, ¡poned!, ¡pongan!.
2. ¡no pongas!, ¡no ponga!, ¡no pongamos!, ¡no pongáis!, ¡no pongan!.

Formas no personales
1. poner
2. haber puesto
3. poniendo
4. habiendo puesto
5. puesto, puesta, puestos, puestas

- Ugyanígy ragozzák: a poner ige származékait (componer, exponer, imponer, yuxtaponer stb.).

#### querer’akarni, szeretni’
(< QUAERERE)
Modo indicativo
1. quiero, quieres/querés, quiere, queremos, queréis, quieren.
2. quise, quisiste, quiso, quisimos, quisisteis, quisieron.
3. querré, querrás, querrá, querremos, querréis, querrán.
4. querría, querrías, querría, querríamos, querríais, querrían.

Modo subjuntivo
1. quiera, quieras, quiera, queramos, queráis quieran.
2. quisiera/quisiese, quisieras/quisieses, quisiera/quisiese, quisiéramos/quisiésemos, quisierais/quisieseis, quisieran/quisiesen.
3. quisiere, quisieres, quisiere, quisiéremos, quisiereis, quisieren.

Modo imperativo
1. ¡quiere! (tú) / ¡queré! (vos), ¡quiera!, ¡queramos!, ¡quered!, ¡quieran!.
2. ¡no quieras!, ¡no quiera!, ¡no queramos!, ¡no queráis!, ¡no quieran!.

#### reír’nevetni’
(< RIDERE)
Modo indicativo
1. río, ríes/reís, ríe, reímos, reís, ríen.
2. reí, reíste, rio, reímos, reísteis, rieron.

Modo subjuntivo
1. ría, rías, ría, riamos, riais, rían.
2. riera/riese, rieras/rieses, riera/riese stb.
3. riere, rieres, riere stb.

Modo imperativo
1. ¡ríe! (tú) / ¡reí! (vos), ¡ría!, ¡riamos!, ¡reíd!, ¡rían!/.
2. ¡no rías!, ¡no ria!, ¡no riamos!, ¡no riais!, ¡no rían!.

Formas no personales
1. reír
2. haber reído
3. riendo
4. habiendo reído
5. reído

- Ugyanígy ragozzák: a sonreír és a freír (kivétel: múlt idejű melléknévi igenév frito, frita, fritos, fritas is) igét.

#### saber’tudni, ismerni’
(< SAPERE)
Modo indicativo
1. sé, sabes/sabés, sabe, sabemos, sabéis, saben.
2. supe, supiste, supo, supimos, supisteis, supieron.
3. sabré, sabrás, sabrá, sabremos, sabréis, sabrán.
4. sabría, sabrías, sabría, sabríamos, sabríais, sabrían.

Modo subjuntivo
1. sepa, sepas, sepa, sepamos, sepáis sepan.
2. supiera/supiese, supieras/supieses, supiera/supiese, supiéramos/supiésemos, supierais/supieseis, supieran/supiesen.
3. supiere, supieres, supiere, supiéremos, supiereis, supieren.

Modo imperativo
1. ¡sabe! (tú) / ¡sabé! (vos), ¡sepa!, ¡sepamos!, ¡sabed!, ¡sepan!.
2. ¡no sepas!, ¡no sepa!, ¡no sepamos!, ¡no sepáis!, ¡no sepan!.

- Ugyanígy ragozzák: a caber igét (kivétel: a kijelentő mód jelen idejű egyes szám első személyű alakja quepo).

#### salir’kimenni’
(< SALIRE)
Modo indicativo
1. salgo, sales/salís, sale, salimos, salís, salen.
2. saldré, saldrás, saldrá, saldremos, saldréis, saldrán.
3. saldría, saldrías, saldría, saldríamos, saldríais, saldrían.

Modo subjuntivo
1. salga, salgas, salga, salgamos, salgáis salgan.

Modo imperativo
1. ¡sal! (tú) / ¡salí! (vos), ¡salga!, ¡salgamos!, ¡salid!, ¡salgan!.
2. ¡no salgas!, ¡no salga!, ¡no salgamos!, ¡no salgáis!, ¡no salgan!.

#### tener’neki van’ (’birtokolni’)
(< TENERE)
Modo indicativo
1. tengo, tienes/tenés, tiene, tenemos, tenéis, tienen.
2. tuve, tuviste, tuvo, tuvimos, tuvisteis, tuvieron.
3. tenía, tenías, tenía, teníamos, teníais, tenían.
4. he tenido, has tenido, ha tenido stb.
5. hube tenido, hubiste tenido, hubo tenido stb.
6. había tenido, habías tenido, había tenido stb.
7. tendré, tendrás, tendrá, tendremos, tendréis, tendrán.
8. habré tenido, habrás tenido, habré tenido stb.
9. tendría, tendrías, tendría, tendríamos, tendríais, tendrían.
10. habría tenido, habrías tenido, habría tenido stb.

Modo subjuntivo
1. tenga, tengas, tenga, tengamos, tengáis, tengan.
2. haya tenido, hayas tenido, haya tenido stb.
3. tuviera/tuviese, tuvieras/tuvieses, tuviera/tuviese, tuviéramos/tuviésemos, tuvierais/tuvieseis, tuvieran/tuviesen.
4. hubiera/hubiese tenido, hubieras/hubieses tenido, hubiera/hubiese tenido stb.
5. tuviere, tuvieres, tuviere, tuviéremos, tuviereis, tuvieren.
6. hubiere tenido, hubieres tenido, hubiere tenido stb.

Modo imperativo
1. ¡ten! (tú) / ¡tené! (vos), ¡tenga!, ¡tengamos!, ¡tened!, ¡tengan!.
2. ¡no tengas!, ¡no tenga!, ¡no tengamos!, ¡no tengáis!, ¡no tengan!.

Formas no personales
1. tener
2. haber tenido
3. teniendo
4. habiendo tenido
5. tenido

#### traer’hozni’
(< TRAHERE)
Modo indicativo
1. traigo, traes/traés, trae, traemos, traéis, traen.
2. traje, trajiste, trajo, trajimos, trajisteis, trajeron († truje, trujiste stb.)

Modo subjuntivo
1. traiga, traigas, traiga, traigamos, traigáis traigan.
2. trajera/trajese, trajeras/trajeses, trajera/trajese, trajéramos/trajésemos, trajerais/trajeseis, trajeran/trajesen († trujera/trujese stb.).
3. trajere, trajeres, trajere, trajéremos, trajereis, trajeren († trujere, trujeres stb.).

Modo imperativo
1. ¡trae! (tú) / ¡traé! (vos), ¡traiga!, ¡traigamos!, ¡trae!, ¡traigan!.
2. ¡no traigas!, ¡no traiga!, ¡no traigamos!, ¡no traigáis!, ¡no traigan!.

- Ugyanígy ragozzák: a traer ige származékait (atraer, contraer, distraer, extraer stb.)

#### valer’érni (értéket)’
(< VALERE)
Modo indicativo
1. valgo, vales/valés, vale, valemos, valéis, valen.
2. valdré, valdrás, valdrá, valdremos, valdréis, valdrán.
3. valdría, valdrías, valdría, valdríamos, valdríais, valdrían.

Modo subjuntivo
1. valga, valgas, valga, valgamos, valgáis valgan.

Modo imperativo
1. ¡val! (tú) / ¡valé! (vos), ¡valga!, ¡valgamos!, ¡valed!, ¡valgan!.
2. ¡no valgas!, ¡no valga!, ¡no valgamos!, ¡no valgáis!, ¡no valgan!.

#### venir’jönni’
(< VENIRE)
Modo indicativo
1. vengo, vienes/venís, viene, venimos, venís, vienen.
2. vine, viniste († veniste), vino, vinimos († venimos), vinisteis, vinieron.
3. vendré, vendrás, vendrá, vendremos, vendréis, vendrán.
4. vendría, vendrías, vendría, vendríamos, vendríais, vendrían.

Modo subjuntivo
1. venga, vengas, venga, vengamos, vengáis, vengan.
2. viniera/viniese, vinieras/vinieses, viniera/viniese, viniéramos/viniésemos, vinierais/vinieseis, vinieran/viniesen.
3. viniere, vinieres, viniere, viniéremos, viniereis, vinieren.

Modo imperativo
1. ¡ven! (tú) / ¡vení! (vos), ¡venga!, ¡vengamos!, ¡venid!, ¡vengan!.
2. ¡no vengas!, ¡no venga!, ¡no vengamos!, ¡no vengáis!, ¡no vengan!.

#### ver’látni’
(< veer < VIDERE)
Ez az ige a rendhagyó múlt idejű melléknévi igenév kivételével voltaképpen szabályos, csak bizonyos alakjai a v-, míg más alakjai a ve- tőhöz járulnak (ennek oka a főnévi igenév etimológiájában rejlik, amelynek régebbi alakja veer volt).
Modo indicativo
1. veo, ves, ve, vemos, veis, ven.
2. vi († vide), viste, vio, vimos, visteis, vieron.
3. veía, veías, veía, veíamos, veíais, veían.
4. he visto, has visto, ha visto stb.
5. hube visto, hubiste visto, hubo visto stb.
6. había visto, habías visto, había visto stb.
7. habré visto, habrás visto, habrá visto stb.
8. habría visto, habrías visto, habría visto stb.

Modo subjuntivo
1. vea, veas, vea, veamos, veáis vean.
2. haya visto, hayas visto, haya visto stb.
3. viera/viese, vieras/vieses, viera/viese, viéramos/viésemos, vierais/vieseis, vieran/viesen.
4. hubiera/hubiese visto, hubieras/hubieses visto, hubiera/hubiese visto stb.
5. viere, vieres, viere, viéremos, viereis, vieren.
6. hubiere visto, hubieres visto, hubiere visto stb.

Modo imperativo
1. ¡ve!, ¡vea!, ¡veamos!, ¡ved!, ¡vean!.
2. ¡no veas!, ¡no vea!, ¡no veamos!, ¡no veáis!, ¡no vean!.

Formas no personales
1. ver
2. haber visto
3. viendo
4. habiendo visto
5. visto, vista, vistos, vistas

- Ugyanígy ragozzák: a prever igét (kijelentő mód jelen idejű egyes szám 2–3. személyű, többes szám 3, személyű, illetve a felszólító mód egyes szám második személyű állító alakjai véghangsúlyosak: prevés, prevé, prevén; prevé).

### Rendhagyó participiójú igék
Az alábbi táblázatban azon alapigék szerepelnek, amelyek múlt idejű melléknévi igeneve rendhagyó.
| abrir    | cubrir   | decir  | escribir | freír | hacer    | morir    | poner    | proveer  | resolver | romper | ver   | volver      |
| -------- | -------- | ------ | -------- | ----- | -------- | -------- | -------- | -------- | -------- | ------ | ----- | ----------- |
| ’kinyit’ | ’lefed’  | ’mond’ | ’ír’     | ’süt’ | ’csinál’ | ’meghal’ | ’helyez’ | ’ellát’  | ’megold’ | ’tör’  | ’lát’ | ’visszajön’ |
| abierto  | cubierto | dicho  | escrito  | frito | hecho    | muerto   | puesto   | provisto | resuelto | roto   | visto | vuelto      |